# Marin Haralambie Georgescu
Marin Haralambie Georgescu  (n. 30 septembrie 1886, București, România – d. 4 august 1932, București, România) a fost un pictor român. A urmat Liceul Mihai Viteazul din București, în 1912 s-a înscris la Facultatea de Arte din Bucuresti. În 1913  pleaca la Paris unde a absolvit complexa Școală de arte École nationale supérieure des beaux-arts ca pictor, sculptor și arhitect. În Franța a expus la Salonul Oficial, a frecventat și grupările de la Barbizon aflând în ele pentru tot restul scurtei sale vieți, motivația lucrului în natură. În vacanțe a călătorit în Italia și Elveția acolo își construiește și semnătura (Mehașgeorgescu) cu gândul de a rămâne de neuitat. În 1920 după ce regele Ferdinand I al României îi cumpără toate pânzele  prezentate la ultimele Saloane ale Tinerimii Artistice alături de prima sa expoziție îl face foarte cunoscut și apreciat. Expoziții personale: 1920; 1923; 1926. Cu banii încasați pe toate tablourile vândute la expoziția personală din 1926 junele artist și-a proiectat și construit propria-i Academie de Arte în strada Zebrului nr. 6. M. H. Georgescu s-a făcut emisarul în timp al năzuințelor unui Theodor Aman, înfăptuirea unui învățământ privat de artă, deschis la tot ce oferea mai bun Europa unde să predea profesori tineri. Prin M. H. Georgescu, avem nu numai excepționala poveste a unei reușite de pictor, în cel de-al 3 lea deceniu al veacului trecut dar și o tragică utopie de intelectual.   (Tudor Octavian, „Pictori români uitați”, Editura Noimediaprint,2007)

## Galerie imagini

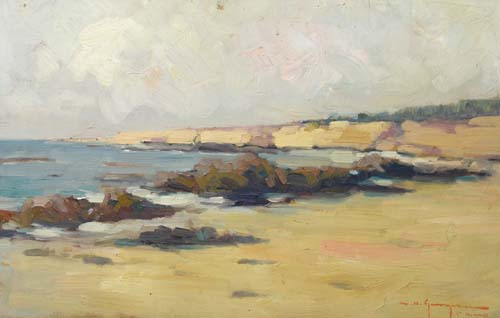
Plajă în Bretania
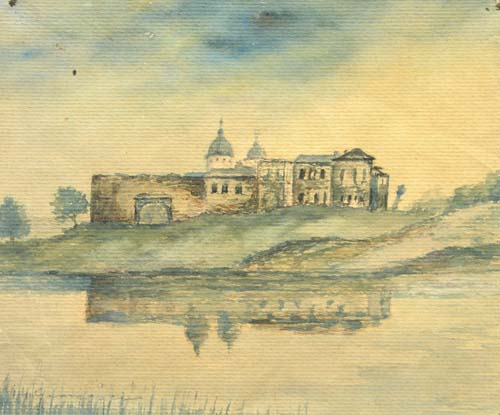
Mănăstire pe malul lacului